# Cyrtophora lahirii
Cyrtophora lahirii là một loài nhện trong họ Araneidae.
Loài này thuộc chi Cyrtophora. Cyrtophora lahirii được Biswamoy Biswas & Dinendra Raychaudhuri miêu tả năm 2004.